# Setellia marginata
Setellia marginata är en tvåvingeart som först beskrevs av Christian Rudolph Wilhelm Wiedemann 1830.  Setellia marginata ingår i släktet Setellia och familjen Richardiidae. Inga underarter finns listade i Catalogue of Life.